# Sailor Moon Crystal
Sailor Moon Crystal (яп. 美少女戦士セーラームーンCrystal Бисё:дзё Сэнси Сэ:ра: Му:н Курисутару, «Прекрасная воительница Сейлор Мун: Кристалл») — аниме-сериал, снятый студией Toei Animation и режиссёрами Мунэхисой Сакай (1 и 2 сезоны) и Тиаки Кон (3 сезон) в 2014 году. Основан на оригинальной манге «Сейлор Мун», написанной Наоко Такэути. Первый сезон транслировался на телеканале NicoNico с 5 июля 2014 года по 18 июля 2015 года.
В 2016 году вышел третий сезон аниме, основанный на арке «Апостолы смерти» манги. Транслировался с 4 апреля по 27 июня 2016 года.
Сиквел сериала был объявлен 25 января 2017 года, позже было подтверждено, что проект будет состоять из двух полнометражных фильмов, адаптирующих арку «Мечта» из манги. 30 июня 2019 года было подтверждено, что сиквел будет называться Pretty Guardian Sailor Moon Eternal. Первый полнометражный фильм вышел на экраны 8 января 2021 года, а второй — 11 февраля 2021 года. Оба фильма вышли 3 июня 2021 года на стриминговом сервисе Netflix.

## Сюжет
Сериал рассказывает историю школьницы Усаги Цукино. Однажды она встречает кошку по имени Луна, и та наделяет её даром превращения в воина в матроске по имени Сейлор Мун, защитницу добра и справедливости. Усаги поручается важная миссия — найти Серебряный кристалл и защитить принцессу.

## История создания и выпуска
Анонсирован сериал был в 2012 году на праздновании 20-летия оригинального аниме.
Трансляция первых двух сезонов на весь мир шла в форме потокового видео на видеохостинге Nico Nico. Новые серии выходили два раза в месяц. Первая серия первого сезона была показана 5 июля 2014 года, а последняя серия второго сезона вышла 18 июля 2015 года. С апреля по июнь 2016 года уже в телевизионном формате вышел третий сезон сериала, включающий в себя сюжетную арку «Апостолов Смерти». В 2021 году состоялся премьерный показ продолжения сериалов, экранизирующего четвёртую сюжетную арку и состоящего из двух полнометражных фильмов.

## Музыка
Музыку написал Ясухару Такахаси. Начальная песня называется «Moon Pride», а завершающая — «Gekkou», исполняет обе гёрл-группа Momoiro Clover Z. В 3 сезоне начальной песней стала «New Moon ni Koishite» в трёх различных версиях. С первой по четвёртую серию, а также в тринадцатой она звучала в исполнении японской певицы Якусимару Эцуко, с пятой по восьмую — в исполнении Хориэ Мицуко, а с девятой по двенадцатой — в исполнении Momoiro Clover Z. Завершающих песен в 3 сезоне также было три — «Eternal Eternity» в исполнении сэйю Сейлор Уран (Минагава Дзюнко) и Сейлор Нептун (Охара Саяка), «Otome no Susume» в исполнении сэйю Чибиусы (Фукуэн Мисато), а также «Eien dake ga futari o kakeru» в исполнении сэйю Такседо Маска (Кэндзи Нодзима).

## Сэйю

### Главные герои
- Усаги Цукино / Сейлор Мун / Принцесса Серенити / Нео-Королева Серенити — Котоно Мицуиси
- Ами Мидзуно / Сейлор Меркурий — Хисако Канэмото
- Рэй Хино / Сейлор Марс — Рина Сато
- Макото Кино / Сейлор Юпитер — Ами Косимидзу
- Минако Айно / Сейлор Венера — Сидзука Ито
- Харука Тэнно / Сейлор Уран — Дзюнко Минагава
- Мичиру Кайо / Сейлор Нептун — Саяка Охара
- Сецуна Мейо / Сейлор Плутон — Маэда Аи
- Хотару Томоэ / Сейлор Сатурн — Юкиё Фудзии
- Чибиуса / Сейлор Чиби Мун — Мисато Фукуэн
- Мамору Тиба / Таксэдо Маск / Принц Эндимион / Король Эндимион — Кэндзи Нодзима
- Луна — Рё Хирохаси
- Артемис — Ёхэй Обаяси (1-3 арка) / Тайси Мурата (Eternal)
- Диана — Сёко Накагава
- Королева Серенити — Мами Кояма
- Пегас (Гелиос) — Ёсицугу Мацуока
- Цере-Цере / Сейлор Церера — Рэна Уэда
- Палла-Палла / Сейлор Паллада — Сумирэ Морохоси
- Юн-Юн / Сейлор Юнона — Юко Хара
- Вес-Вес / Сейлор Веста — Риэ Такахаси
- Принцесса Какю / Сейлор Какю — Нана Мидзуки
- Сейя Ко / Звёздный Сейлор Воитель — Марина Иноуэ
- Тайки Ко / Звёздный Сейлор Творец — Саори Хаями
- Ятэн Ко / Звёздный Сейлор Целитель — Аянэ Сакура
- Чиби-чиби / Сейлор Чиби-чиби — Котоно Мицуиси
- Сейлор Космос — Кэйко Китагава

### Тёмное королевство (2014—2015)
- Королева Берилл — Миса Ватанабэ
- Королева Металлия — Ёко Мацуока
- Джедайт — Дайскэ Кисио
- Нефрит — Косукэ Ториуми
- Зойсайт — Масая Мацукадзэ
- Кунсайт — Эйдзи Такэмото

### Клан Чёрной Луны
- Мудрец / Фантом Смерти — Хироси Ивасаки
- Принц Алмаз — Мамору Мияно
- Сапфир — Цубаса Ёнага
- Рубиус — Хироки Такахаси
- Изумруд — Хоко Кувасима
- Кермерсайт — Сацуки Юкино
- Бертерайт — Руми Касахара
- Клаверайт — Томоэ Ханба
- Петцайт — Васаби Мидзута
- Тёмная Леди — Мисато Фукуэн

### Апостолы Смерти
- Соити Томоэ — Такуя Киримото
- Владычица 9 — Юкиё Фудзии
- Фараон 90 — Такая Хаси
- Каоринайт — Хикари Ёно
- Юджил — Тиаки Такахаси
- Мимет — Юки Нагаки
- Телулу — Наоми Одзора
- Валюй — Рина Хонидзуми
- Сайприн и Питерол — Юмэка Сёдзи

### Цирк Мёртвой Луны
- Королева Нехелления — Нанао
- Циркония — Наоми Ватанабэ
- Тигриный Глаз — Сатоси Хино
- Ястребиный Глаз — Тосиюки Тоёнага
- Рыбий Глаз — Сёта Аой
- Ксенотим — Ёхэй Адзаками
- Цеолит — Рёхэй Араи

### Теневая Галактика
- Хаос — Мицуки Сайга
- Сейлор Галаксия — Мэгуми Хаясибара
- Сейлор Фи  — Фумиэ Мидзусава
- Сейлор Хи  — Юка Комацу
- Сейлор Лета — Сиори Миками
- Сейлор Мнемозина — Канаэ Ито
- Сейлор Железная Мышь — Сена Коидзуми
- Сейлор Алюминиевая Серена — Аюму Мурасэ
- Сейлор Свинцовая Ворона — Ёко Хикаса
- Сейлор Оловянная Кошка — Мария Исэ
- Сейлор Тяжело-Металлическая Бабочка — Харука Кудо